# Stigmatopora narinosa
Stigmatopora narinosa är en fiskart som beskrevs av Browne och Smith 2007. Stigmatopora narinosa ingår i släktet Stigmatopora och familjen kantnålsfiskar. Inga underarter finns listade i Catalogue of Life.